# جاي بي. بيفيرلي
جاي بي. بيفيرلي (بالإنجليزية: J. B. Beverley)‏ هو موسيقي أمريكي، ولد في 11 يوليو 1977.